# Kolej leśna Puszczy Kampinoskiej
Kolej leśna Puszczy Kampinoskiej (Kolej Leśna Zamczysko) – sieć kolei leśnej funkcjonującej w zachodniej części Puszczy Kampinoskiej w latach 1915–1961 o rozstawie szyn 600 mm i maksymalnej (w roku 1946) długości 33 km.

## Historia

### I wojna światowa
Budowę wąskotorowej kolei leśnej rozpoczęli Niemcy okupujący Królestwo kongresowe od 1915 roku i prowadzący rabunkową wycinkę puszczy. W 1916 roku powstała pierwsza linia z bindugi nad Wisłą (naprzeciwko wsi Wychódźc) do Polesia. Rok później zbudowano linię z Polesia do Bielin. Do końca I wojny światowej powstały linie do: tartaku w Piaskach Królewskich, Zamczyska i Grochali. Powstało wówczas zaplecze techniczne kolei w Polesiu, przeniesione później do wsi Rybitew. Po odzyskaniu niepodległości kolej została przejęta przez państwo polskie.

### II RP
Kolej została wybudowana jako kolej tymczasowa. W związku z tym wymagała przebudowy na kolej stałą. Przebudowy dokonano w latach 1922–1926.
W 1923 roku do Piask Królewskich została doprowadzona Sochaczewska Kolej Wąskotorowa. Od tamtej pory większość drewna transportowano do Piask i tam ładowano na wagony kolei sochaczewskiej, która przewoziła drewno do Sochaczewa, gdzie przeładowywano je na kolej normalnotorową PKP. Zaprzestano wówczas spławiania drewna Wisłą. Linia z bindugi do Polesia została wówczas rozebrana. W tym samym roku powstała nowa linia z Bielin do wsi Zalasek.
W 1926 roku wybudowano nową parowozownię i siedzibę kolei w Zamczysku.

### Po 1939 roku
Po kampanii wrześniowej kolej była intensywnie eksploatowana przez Niemców prowadzących rabunkową wycinkę puszczańskich lasów. W 1944 roku okupanci przedłużyli linię ze wsi Zalasek do Kampinosu.
Po II wojnie światowej przewozy drewna zaczęły maleć. W 1949 roku rozebrano tory na odcinku Zalasek – Kampinos, w 1958 odcinek Grochale – Rybitew.
W 1959 roku utworzono Kampinoski Park Narodowy. Zaprzestano wówczas wycinki lasu. Ostatecznie odcinki kolei zlikwidowano w 1961 roku, zaś tabor przewieziono na kolej leśną w Zagnańsku.

## Przewozy
W dwudziestoleciu międzywojennym kolej przewoziła średnio rocznie od 10 do 12 tysięcy m³ drewna. Ścięte drzewo (dłużycę) przerabiano w tartaku w Piaskach Królewskich na deski, skąd transportowano je dalej koleją sochaczewską do stacji stycznej z siecią PKP w Sochaczewie.
Okazjonalnie uruchamiano pociągi pasażerskie dla pracowników kolei i ich rodzin.